# VH1 (Reino Unido e Irlanda)
VH1 fue un canal de televisión por suscripción británico con transmisiones para el Reino Unido e Irlanda, propiedad de Viacom International Media Networks Europe. Era la filial local del VH1 original de Estados Unidos. Fue lanzado el 10 de octubre de 1994 y cerró el 7 de enero de 2020.

## Historia
VH1 Reino Unido emitió por primera vez el 10 de octubre de 1994, nacida como una cadena complementaria a la señal de MTV que estaba orientada a los jóvenes. Para su lanzamiento, tomó el mismo enfoque que la señal original estadounidense, con énfasis principalmente en artistas adulto contemporáneos para una audiencia de entre 21 y 44 años. Poseía una amplia lista de reproducción que incluía videos musicales desde los años 1970 hasta la actualidad junto con cuentas regresivas semanales. Este formato se mantuvo hasta alrededor de 2008.
Además de la programación y características propias de la señal estadounidense (incluidos los maratones de programas como Pop-Up Video), una característica especial de esta cadena fue Ten of the Best, un programa en donde se reproduce el video de un artista, y posteriormente se emitía un listado personal de los diez mejores temas para el artista con explicaciones de estos mismos por sus elecciones. Este concepto también fue llevado de forma idéntica por la señal hermana VH2, pero con artistas alternativos.

## Formato final
El 1 de mayo de 2018, VH1 se trasladó al canal 174 de Sky; adoptando un enfoque más de entretenimiento general, al igual que la cadena estadounidense. Debido a que los programas de VH1 de Estados Unidos tenían licencia para otras cadenas o emisoras, también transmitía contenido de Channel 5 o de MTV. VH1 terminó la transición al formato de entretenimiento general en octubre de 2018 con programas de VH1 de Estados Unidos, por ejemplo Love &amp; Hip Hop: Miami y Ru Paul's Drag Race, aunque los programas musicales continuaron en horarios no estelares. VH1 Christmas, un bloque especial de música navideña, que se emitía a fines de año, se mudó a MTV Rocks bajo el mismo nombre.
En marzo de 2019, VH1, junto con el canal hermano BET International, cambió los números de la EPG de Sky. VH1 se trasladó al canal 160 y BET se movió al canal 173, intercambiando lugares con PBS America y Together TV respectivamente.
En diciembre de 2019, BT TV anunció que VH1 dejaría el mercado del Reino Unido, junto con Universal TV, y que el canal cerraría el 7 de enero de 2020. Ese mismo día canal hermano 5Spike, que fue reemplazado por Paramount Network. Su numeración en la EPG quedó obsoleta en todas las plataformas, excepto en Virgin Media UK, donde fue reemplazado por MTV Classic UK. Esto marcó el regreso de la señal a Virgin luego de diez años.

## Programación final
- Basketball Wives
- Black Ink Crew
- Fire Island
- The Hills
- L.A. Hair
- Love & Hip Hop: Miami
- Love & Hip Hop: New York
- The Real Housewives of Atlanta
- The Real Housewives of Orange County
- RuPaul's Drag Race
- RuPaul's Drag Race All Stars
- Snog Marry Avoid?
- Teen Mom

## Canales hermanos
VH1 tuvo dos canales derivados, los cuales posteriormente se cambiaron a derivados de MTV:
- VH1 Classic (lanzado el 1 de julio de 1999 y cerrado el 1 de marzo de 2010): emitió a los grandes de todos los tiempos desde la década de 1960 hasta la de 1990. Fue rebautizado como MTV Classic en 2010.
- VH2 (lanzado el 16 de diciembre de 2003; cerrado el 1 de agosto de 2006) emitió principalmente videos musicales y conciertos en vivo. Se centró en la música rock, indie y punk. Se autodenominó "la alternativa al pop fabricado". El canal fue reemplazado por MTV Flux, que a su vez fue reemplazado por la señal timeshift MTV +1 en 2008. MTV +1 cerró sin reemplazo en julio de 2020.